# Kewet Buddy
Kewet El-Jet – elektryczny mikrosamochód produkowany przez duńskie przedsiębiorstwo Kewet Industri w latach 1991–1998 oraz przez norweskie przedsiębiorstwo Elbil Norge jako Kewet Buddy w latach 1998–2005.

## Historia i opis modelu

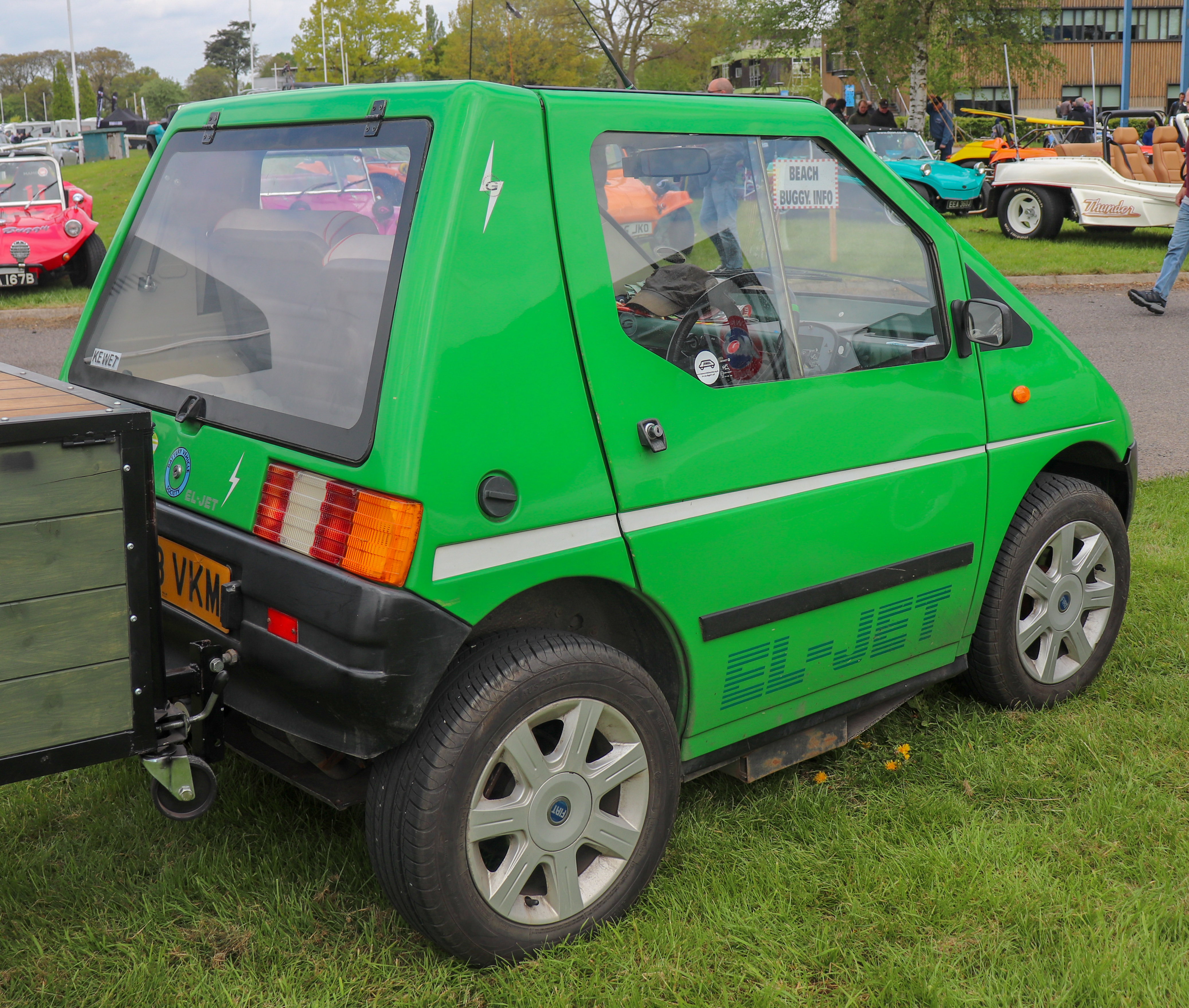
Kewet El-Jet – tył

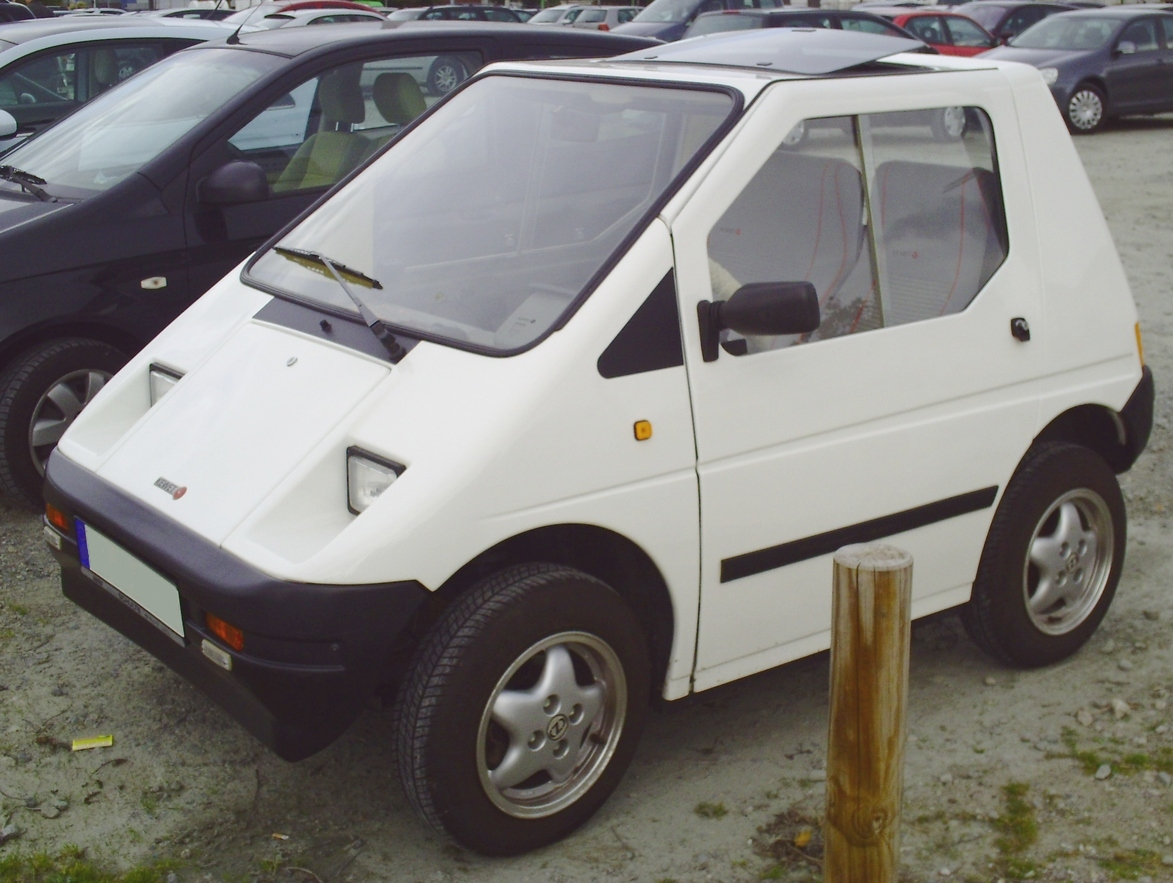
Kewet Buddy

Inspiracją dla powstania elektrycznego mikrosamochodu był produkowany krótko w latach 70. XX wieku Citicar konstrukcji amerykańskiego przedsiębiorstwa Sebring-Vanguard. W ten sposób, Knud Erik Westergaard, założyciel i pomysłodawca duńskiego Kewet Industri wiernie odtworzył charakterystyczną, jednobryłową kanciastą bryłę ze ściętą jedną linią szybą czołową.
Kewet El-Jet przyjął formułę dwumiejscowego, trzydrzwiowego hatchbacka. Specyficznymi detalami była szklana klapa bagażnika, odsuwane boczne okna, a także karoseria oparta na aluminiowym szkielecie. Oficjalna premiera pojazdy odbyła się w 1991 roku. Docelową grupą odbiorców byli mieszkańcy aglomeracji, którzy poszukiwali drugiego samochodu w gospodarstwie domowym do dojazdów do pracy, które według danych producenta – w przypadku większości Duńczyków w latach 90. znajdowało się nie dalej niż średnio 20 kilometrów.
Początkowo w latach 1991–1996 Kewet El-Jet był wytwarzany w lokalnych zakładach Kewet Industri w Danii, jednak ich moce produkcyjne nie były w stanie sprostać założeniom osiągnięcia rocznej produkcji 35 tysięcy sztuk do końca lat 90. XX wieku.
W 1996 roku produkcję przeniesiono do nowo wybudowanej fabryki w niemieckim Nordhausen, jednak w ciągu kolejnych 2 lat Kewet Industri było w stanie skonstruować jedynie 200 sztuk. W 1998 roku duński etap historii pojazdu dobiegł końca z powodu bankructwa Kewet Industri.

### Zmiana nazwy
Po bankructwie Kewet Industri, produkcję przeniesiono jesienią 1998 do Norwegii, którą zajął się nowy właściciel, Elbil Norge. Ten zdecydował się dokonać zmiany nazwy na Kewet Buddy, kontynuując jednakże wykorzystanie marki Kewet. Pod tą postacią samochód wytwarzano przez kolejne 7 lat, po czym właściciel praw do produkcji pojazdu ponownie uległ zmianie – tym razem trafiając do rąk firmy Electric Car Norway, która zmodernizowała i przemianowała mikroauto na znacznie nowocześniejszą konstrukcję o nazwie Buddy.

### Sprzedaż
Łącznie w latach 1991–1998 najpierw w duńskich, a potem w niemieckich zakładach Kewet Industri powstały 725 sztuki elektrycznego mikrosamochodu El-Jet. Większość pojazdów trafiła do sprzedaży na eksport, a wśród rynków zbytu znalazły się m.in. Wielka Brytania, Szwecja, Niemcy, Szwajcaria czy Stany Zjednoczone.

### Dane techniczne
Mikrosamochód marki Kewet był samochodem elektrycznym napędzanym przez silnik o mocy 9,5 KM, który pozwalał rozpędzić się maksymalnie do prędkości 56 km/h. Akumulator kwasowo-ołowiowy pozwalał na przejechanie na jednym ładowaniu do maksymalnie 32 kilometrów. Dzięki lekkim komponentom wykorzystanym do budowy nadwozia, masa całkowita Keweta wynosiła nieco ponad 600 kilogramów.